# Karin Wiesenthal
Karin Wiesenthal (* in den 1960er Jahren) ist eine deutsche Segelfliegerin.
Die Kölnerin Wiesenthal war in den Jahren 1994, 1996 und 2000 Deutsche Meisterin im Streckensegelflug.
Sie ist zudem die erste Pilotin, die beim Barron Hilton Cup eine Goldmedaille gewinnen konnte. Dabei flog sie im Wettbewerb 1994/95 als Copilotin in einem Doppelsitzer in der Offenen Klasse gemeinsam mit ihrem Vater in Südspanien eine Strecke von 832,7 Kilometern.